# Actinostachys macrofunda
Actinostachys macrofunda är en ormbunkeart som beskrevs av Bierh. Actinostachys macrofunda ingår i släktet Actinostachys och familjen Schizaeaceae. Inga underarter finns listade.